# Johannes Schlitpacher
Johannes Schlitpacher (* 4. Juli 1403 in Schongau am Lech; † 24. Oktober 1482 in Melk) war ein Benediktiner in der österreichischen Abtei Melk und ein Mönchstheologe, einer der herausragenden literarischen Vertreter der Melker Reform.

## Biographie
Nach dem Tod seiner Eltern kam Johann Schlitpacher 1413 zu Verwandten nach Weilheim. Ab 1421 besuchte er die höhere Schule in Ulm und ab 1424 die Universität in Wien. 1434 kam er als Lehrer (Magister) der Scholaren an die Klosterschule Melk. 1435 entschloss er sich zum Eintritt in das Kloster, und nach absolviertem Noviziat legte er am 19. April 1436 in Melk die feierliche Profess ab.
Sein weiteres Leben stand ganz im Dienst der Umsetzung und Verbreitung der in Melk begonnenen Erneuerung des klösterlichen Lebens (Melker Reform). 1441 wurde Schlitpacher mit der Reform des Klosters Sankt Ulrich und Afra in Augsburg betraut. Mit demselben Auftrag berief ihn 1442 Friedrich III. in das Kloster Ettal und 1446 bemühte er sich um Reform in der Abtei Kleinmariazell. 1451 wurde er zum Visitator für die Klöster in der Kirchenprovinz Salzburg bestellt. In den Jahren 1468 bis 1472 versah er das Amt des Priors in den Benediktinerabteien Vornbach, Göttweig, Ettal und Ebersberg.
Zusammen mit Petrus von Rosenheim und Bernhard von Waging war Johannes Schlitpacher einer der Hauptvertreter der Melker Reform. Sein Wirken hatte entscheidenden Anteil an der Öffnung der österreichischen und süddeutschen Klöster für das Denken des italienischen Humanismus der Zeit.

## Werke
Die Handschriften der ungedruckten Werke von Johannes Schlitpacher werden im Kloster Melk und in der bayerischen Staatsbibliothek in München aufbewahrt (die folgende Liste der Schriften Schlitpachers nach Kobolt).
- Excerptum super libro IV. Sententiarum ex lectura egregii sacrae paginae Doctoris M. Nicolai de Dinckelspühl.
- Glossa textualis super librum Psalmorum et expositio titulorum, qui solent psalmis praeferri, quod etiam Claviger psalterii nuncupatur.
- Materiale psalmorum de continentia cujuslibet psalmi.
- Summarium, de continentia Bibliae.
- Gemma Bibliae. Biblia metrica.
- Opus metricum super IV. lib. Sententiarum.
- Opus metricum super Biblia sub themate Colligite fragmenta, quod Fragmentum Bibliae nuncupavit.
- Memoriale metricum super regula Beati Benedicti, et alterum brevius super hac regula secundum modum in Gemma Bibliae textum.
- Memorialia metrica de vita S. Benedicti.
- Compendium humanae salutis.
- Tractatus brevis de felicitate Beatorum.
- Tractatus de ascensionibus Cordis.
- Glossa super mysticam theologiam S. Dionysii ex commentis Domini Lincolniensis et Vercellensis collecta.
- Consolatorium viatoris ex Summa Gallensi et exempla quaedam brevia de vita SS. Patrum antiquorum.
- De numero Schismatum, quae Ecclesiam lacerarunt ab an. 342 usque ad an. 1439.
- Tractatuli ex libris Ven. Richardi de S. Victore, de SS. Trinitate et contemplatione majori.
- Brevis Glossa extualis super regula S. Augustini.
- Formula metrica vitae Chrisianae.
- Tractatulus metricus de quantitate syllabarum cum commento et de figuris generalibus ex Doctrinali textus.
- Tractatulus de praeparatione ad Missam.
- Quaestio de Esu carnium monachis S. Benedicti concesso.
- Tres tractatuli de charitate, humilitate, et hospitalitate.
- Excerpta super novem libros Reductorii moralis M. Petri Berchorii de Pictavia.
- Tractatulus reprehensivus cujusdam Scripti a Carthusiano contra regulam S. Francisci et Fratres minores facti.